# Liste ostkirchlicher Gemeinschaften in Amerika

## Kirchen byzantinischer Tradition

### Ökumenisches Patriarchat von Konstantinopel
- Erzbistum von Amerika
  - Erzbistum Distrikt (in New York City, New York)
  - Metropolie von Chicago
  - Metropolie von New Jersey
  - Metropolie von Atlanta
  - Metropolie von Denver
  - Metropolie von Pittsburgh
  - Metropolie von Boston
  - Metropolie von Detroit
  - Metropolie von San Francisco
- Metropolie von Kanada
- Metropolie von Mexiko und Zentralamerika
- Metropolie von Buenos Aires und Argentinien

Zum Patriarchat von Konstantinopel gehören als abhängige Teilkirchen (autonom)
- die Karpartho-Russische Kirche in Amerika,
- die Ukrainische Autonome Orthodoxe Kirche in Amerika,
- die Autokephale orthodoxe Kirche von Albanien in Amerika

Erste Anfänge einer unabhängigen albanischen Kirchenorganisation entstanden in den USA unter den albanischen Einwanderern. Sie fühlten sich in den dortigen orthodoxen Gemeinden von den dominierenden Griechen unterdrückt. Im Jahr 1908 wurde Fan Noli (1882–1965) von Platon, dem russisch-orthodoxen Erzbischof von New York City, zum Priester geweiht. Im selben Jahr feierte Fan Noli in Boston erstmals die Liturgie in albanischer Sprache.

### Orthodoxe Kirchen slawischer Tradition

#### Russische Orthodoxe Kirche
- "Russian Orthodox Church in the USA", Gemeinschaft von Pfarreien unter der Jurisdiktion des Moskauer Patriarchats, geleitet von einem Auxiliarbischof
- Diözese von Buenos Aires (Argentinien)

#### Russische Orthodoxe Kirche im Ausland
In inneren Angelegenheiten autonome Kirche unter der übergeordneten Jurisdiktion des Moskauer Patriarchats
- Diözese von Ostamerika und New York
- Diözese von Chicago und Mittelamerika/Detroit
- Diözese von San Francisco und Westamerika
- Daneben gibt es einen eigenen Bischof für die Altgläubigen, da sie zu keiner der Diözesen gehören, sondern eine Art Personaldiözese bilden. Bis 2010 war dies Bischof Daniel von Erie. Ferner gibt es Gemeinden orthodoxer Christen abendländischer ("lateinischer") Liturgietradition.

#### Orthodox Church in America
mit
- Orthodox Church in America Albanian Archdiocese (Orthodox Archdiocese in America)

| Diözese                                     | Bischof                                                                | Gebiet | Sitz                   |
| ------------------------------------------- | ---------------------------------------------------------------------- | --- | ---------------------- |
| Diocese of Alaska (OCA-AK)                  | Vakant                                                                 | Alaska | Anchorage, AK          |
| Albanian Archdiocese (OCA-AL)               | Bischof Nikon (Liolin)                                                 | Kalifornien, Connecticut, Massachusetts, Michigan, New York, Ohio, Pennsylvania | South Boston, MA       |
| Bulgarian Diocese (OCA-BU)                  | Vakant                                                                 | Kalifornien, Illinois, Indiana, Kansas, Michigan, Ohio, Ontario, Washington, D.C. | Toledo, OH             |
| Archdiocese of Canada (OCA-CA)              | Erzbischof Seraphim (Storheim), vom Amt suspendiert seit November 2010 | Alberta, British Columbia, Manitoba, Ontario, Québec, Saskatchewan | Spencerville, Ontario  |
| Diocese of Eastern Pennsylvania (OCA-EP)    | Bischof Tikhon (Mollard)                                               | Delaware, Pennsylvania | South Canaan, PA       |
| Exarchate of Mexico (OCA-MX)                | Bischof Alejo (Pacheco y Vera)                                         | Chiapas, Jalisco, Mexiko-Stadt, Mexiko, Veracruz | Mexiko-Stadt           |
| Diocese of the Midwest (OCA-MW)             | Vakant                                                                 | Iowa, Illinois, Indiana, Kansas, Michigan, Minnesota, Missouri, North Dakota, Nebraska, Ohio, Wisconsin | Chicago, IL            |
| Diocese of New England (OCA-NE)             | Bischof Nikon (Liolin)                                                 | Connecticut, Massachusetts, Maine, New Hampshire, Rhode Island, Vermont | Southbridge, MA        |
| Diocese of New York and New Jersey (OCA-NY) | Vakant, Erwählter Bischof Michael Dahulich                             | New Jersey, New York | Syosset, NY            |
| Romanian Episcopate (OCA-RO)                | Erzbischof Nathaniel (Popp)                                            | Alberta, Arizona, British Columbia, California, Colorado, Connecticut, Florida, Georgia, Illinois, Indiana, Massachusetts, Manitoba, Maryland, Michigan, Minnesota, Missouri, New Hampshire, New Mexico, Nevada, New York, Ohio, Ontario, Oregon, Pennsylvania, Quebec, Rhode Island, Saskatchewan, Tennessee, Texas, Virginia, Washington | Jackson, MI            |
| Diocese of the South (OCA-SO)               | Vakant                                                                 | Alabama, Arkansas, Florida, Georgia, Kentucky, Louisiana, Mississippi, North Carolina, New Mexico, Oklahoma, South Carolina, Tennessee, Texas, Virginia | Dallas, TX             |
| Diocese of Washington (OCA-WA)              | Metropolit Jonah (Paffhausen)                                          | Delaware, Maryland, Virginia, Washington, D.C. | Washington, D.C.       |
| Diocese of the West (OCA-WE)                | Bischof Benjamin (Peterson)                                            | Arizona, Kalifornien, Colorado, Hawaii, Montana, Nevada, Oregon, Washington | Los Angeles, CA        |
| Diocese of Western Pennsylvania (OCA-WP)    | Bischof Melchisidek (Pleska)                                           | Ohio, Pennsylvania, West Virginia | Cranberry Township, PA |
| Pfarreien in Australien (OCA-AU)            | Metropolit Jonah (Paffhausen)                                          | New South Wales, Queensland | Syosset, NY            |
| Stavropegiale Institutionen (OCA-ST)        | Metropolit Jonah (Paffhausen)                                          | New York, Ontario, Pennsylvania | Syosset, NY            |

#### Rumänische Orthodoxe Kirche
- Erzbistum von Nord- und Südamerika mit Sitz in Chicago.

### Griechisch-katholische Kirchen europäischer Tradition
Siehe auch unten: Griechisch-katholische Kirche von Antiochien (Melkiten).

#### Ukrainische Griechisch-Katholische Kirche
- Argentinien, zur Kirchenprovinz Buenos Aires: Eparchie Santa María del Patrocinio en Buenos Aires
- Brasilien:
  - Ukrainisch-Katholische Metropolitan-Erzeparchie São João Batista em Curitiba
  - Ukrainisch-Katholische Eparchie Imaculada Conceição in Prudentópolis
- USA: 
  - Ukrainisch-Katholische Metropolitan-Erzeparchie Philadelphia - Erzbischof: Stephen Soroka
  - Ukrainisch-Katholische Eparchie "Saint Josaphat" in Parma, OH - Bischof: John Bura
  - Ukrainisch-Katholische Eparchie "Saint Nicolas" in Chicago - Bischof: Richard Stephen Seminack
  - Ukrainisch-Katholische Eparchie von Stamford - Bischof: Paul Patrick Chomnycky OSBM
- Kanada:
  - Ukrainisch-Katholische Erzeparchie von Winnipeg - Erzbischof: Lawrence Huculak OSBM
  - Ukrainisch-Katholische Eparchie von Edmonton - Bischof: David Motiuk
  - Ukrainisch-Katholische Eparchie von Toronto und Ost-Kanada - Bischof: Stephen Chmilar
  - Ukrainisch-Katholische Eparchie von Saskatoon - Bischof: Bryan Bayda CSsR
  - Ukrainisch-Katholische Eparchie von New Westminster - Bischof: Kenneth Nowakowski

#### Rumänische griechisch-katholische Kirche
- Eparchie „Saint George“ der Rumänen in Canton, Ohio, gegründet 1987 - Bischof: John Michael Botean

#### Ruthenische griechisch-katholische Kirche
The Byzantine Metropolitan Church "sui iuris" of Pittsburgh
- Metropolitan-Erzeparchie von Pittsburgh, gegründet 1924 - Erzbischof: William Skurla
- Eparchie von Passaic, gegründet 1963 - Bischof: vakant
- Eparchie von Parma, gegründet 1969 - Bischof: John Kudrick
- Eparchie von Phoenix, gegründet 1982 - Bischof: Gerald Dino
- Exarchat "St. Kyrill und Methodios" der Byzantinischen Slowaken in Toronto (Kanada)

### Rum-Orthodoxe Kirchevon Antiochien
Self-Ruling Antiochian Orthodox Christian Archdiocese of North America
Orthodoxe Einwanderer arabischer Sprache nach Nordamerika ab Ende des 19. Jahrhunderts wurden anfangs von der Russischen Orthodoxen Kirche betreut. Ab 1895 wirkte unter ihnen Raphael Hawaweeny, ein Priester aus Damaskus, der 1904 zum Bischof von Brooklyn geweiht wurde und als Vikar-Bischof der russisch-orthodoxen Erzdiözese von Nordamerika für die syro-arabischen Christen amtierte († 27. Februar 1915). In den Jahren nach 1936 bestanden zwei konkurrierende Diözesen antiochenischer Tradition: Die Erzdiözese New York und die Erzdiözese von Toledo, Ohio. Erst 1975 gelang beider Einigung. Seit 2003 besitzt das Erzbistum innerhalb des rum-orthodoxen Patriarchats „Verwaltungsautonomie“. Gleichzeitig wurden die bisherigen Auxiliarbischöfe zu Diözesanbischöfen erhoben. Die „Self-Ruling Antiochian Orthodox Christian Archdiocese of North America“ zählt heute sieben Bischöfe und über 400 Priester mit 238 Kirchen und Seelsorgsstationen in den USA und Kanada.

#### Bistümer
- Diocese of New York and Washington, D.C. mit Pfarreien in New York City metropolitan area, the Washington D.C. metropolitan area und den zentralen Institutionen der Erzdiözese in ganz Nordamerika. Metropolit: Philip Saliba (* 10. Juni 1931 im Libanon; Bischofsweihe 14. August 1966; inthronisiert am 13. August 1966 in New York).
- Diocese of Ottawa, Eastern Canada and Upstate New York mit Pfarreien in Ost-Kanada (Ontario, Quebec, Nova Scotia, Prince Edward Island) und in Upstate New York. Bischof: Alexander (* 1956 im Libanon; Bischofsweihe 5. Dezember 2004; inthronisiert 12. Juni 2005).
- Diocese of Charleston, Oakland, and the Mid-Atlantic mit Pfarreien in Delaware, Maryland, Pennsylvania, Virginia und West Virginia. Bischof: Thomas Joseph (* 1953 in Paterson, NJ; Bischofsweihe 5. Dezember 2004; inthronisiert 6. Mai 2005).
- Diocese of Wichita and Mid-America mit Pfarreien in Arkansas, Colorado, Kansas, Nebraska, New Mexico, Oklahoma, South Dakota, Texas, Wyoming und Teilen von Iowa. Bischof Basil (* 26. November 1948 in Monessen [USA]; Bischofsweihe 31. Mai 1992; zunächst Hilfsbischof des Metropoliten; inthronisiert 15. Dezember 2004).
- Diocese of Toledo and the Midwest mit Pfarreien in Illinois, Indiana, Kentucky, Michigan, Minnesota, Missouri, North Dakota, Ohio, Wisconsin und Teilen von Iowa. Bischof: Mark (* 22. Juni 1958 in New Albany [USA]; zunächst römisch-katholisch, seit 1989 orthodox; Bischofsweihe 5. Dezember 2004; inthronisiert 25. August 2005).
- Diocese of Worcester and New England mit Pfarreien in Massachusetts und Rhode Island. Verwaltet vom Metropoliten Philip Saliba.
- Diocese of Eagle River and the Northwest mit Pfarreien in Alaska, Idaho, Oregon, Washington, Alberta, British Columbia und Saskatchewan. Bistumsverwalter: Bischof Joseph von Los Angeles.
- Diocese of Miami and the Southeast mit Pfarreien in Alabama, Florida, Georgia, Louisiana, Mississippi, North Carolina, South Carolina und Tennessee. Bischof Antoun Yssa Khouri (* 17. Januar 1931 in Damaskus; Bischofsweihe 9. Januar 1983; inthronisiert 9. Oktober 2003).
- Diocese of Los Angeles and the West mit Pfarreien in Arizona, California, Nevada und Utah. Bischof Joseph (zunächst Hilfsbischof des Metropoliten; inthronisiert 2004).

Außerdem besteht ein „Western Rite Vicariate“ für orthodoxe Christen abendländischer Liturgietradition.

### Griechisch-Orthodoxes Patriarchat von Jerusalem
Die Jerusalemer orthodoxe Gemeinden in Amerika stehen nach einer Vereinbarung beider Patriarchate nunmehr unter der Jurisdiktion des Ökumenischen Patriarchats als Vicariate for Palestinian/Jordanian Christian Orthodox Communities in the USA.

### Griechisch-katholische Kirche von Antiochien(Melkiten)
- Eparchie von Newton mit Sitz in Roslindale, MA (USA): Erzbischof Cyril Salim Butros SMSP.
- Eparchie vom Hll. Erlöser zu Montréal (Kanada): Bischof Ibrahim Michael Ibrahim BSO.
- Eparchie Mexiko
- Apostolisches Exarchat Argentinien

## Kirchen orientalisch-orthodoxer Tradition

### Armenische Apostolische Kirche
Die Armenische Apostolische Kirche ist seit der 1. Hälfte des 19. Jahrhunderts. in Amerika präsent. Die Gemeinschaft wuchs durch Flüchtlinge aus dem Osmanischen Reich nach 1895/96 und dem Völkermord an den Armeniern zur Zeit des Ersten Weltkrieges sowie durch Auswanderer aus den Staaten des Nahen Ostens ab den 1950er Jahren. Heute leben etwa 1.250.000 Christen armenischer Herkunft in den USA und Kanada.
1898 begründete Katholikos Mkrtitsch Chrimjan von Etschmiadsin die „Armenian Church of America“. 

#### Jurisdiktionen und Diözesen
Seit 1957 bestehen zwei getrennte Jurisdiktionen ohne Konzelebrationsgemeinschaft:
- Katholikat von Etschmiadsin: 
  - Östliche Diözese der USA (amtlich: „Diocese of the Armenian Church of America“) mit der St. Vartan-Kathedrale (geweiht 1968) des „Primas“ in New York und 63 Pfarreien in fast allen Staaten der USA. Primas: Erzbischof Khajag Barsamian.
  - Westliche Diözese der USA (gegründet 1928) für die Staaten Kalifornien, Washington, Nevada, Arizona. Sitz: Burbank, CA. Primas: Erzbischof Hovnan Derderian.
  - Diözese von Ganz Kanada (gegründet 1984). Sitz: Outremont, Quebec.
  - Diözese von Argentinien. Sitz: Buenos Aires.
  - Diözese von Brasilien. Sitz: São Paulo.
  - Diözese von Uruguay. Sitz: Montevideo.
  - Diözese von Venezuela. Sitz: Caracas.

- Katholikat von Kilikien:
  - Prälatur der Östlichen USA („Armenian Apostolic Church of America“ - Eastern Prelacy). Prälat: Erzbischof Oshagan Choloyan.
  - Prälatur der Westlichen USA („Western Prelacy of the Armenian Apostolic Church of America“). Gegründet 1973. Prälat: Erzbischof Mousheg Mardirossian (seit 1995). Vorgänger: Sempad Lapajian (1973–1977), Yeprem Tabakian (1977–1985), Datev Sarkissian (1985–1995).
  - Prälatur von Kanada mit Sitz in Montreal: Erzbischof Khajag Hagopian.

### Armenisch-Katholische Kirche
2005 wurde das bisherige Exarchat für Katholiken des armenischen Ritus in den USA und Kanada zur Eparchie „U.L.F von Nareg in New York für die armenischen Katholiken“ erhoben. Erster Diözesanbischof wurde der bisherige Exarch Manuel Batakian. Die Diözese zählt sieben Pfarreien für ca. 25.000 Gläubige in den USA und zwei Gemeinden für ca. 10.000 Mitglieder in Kanada.

### Koptisch-Orthodoxe Kirche
- Erzdiözese von Nordamerika, untersteht unmittelbar dem Patriarchen, vertreten durch zwei Allgemeine Bischöfe.
- Diözese der südlichen USA: ein Bischof, 33 Priester, 27 Kirchen
- Diözese von Los Angeles, Süd-Kalifornien und Hawaii
- Diözese von São Paulo und ganz Brasilien
- Diözese von Santa Cruz und ganz Bolivien

### Syrisch-Orthodoxe Kirche von Antiochien

#### Bistümer
Für ihre Kirchenangehörigen in der amerikanischen Diaspora hat sie mehrere Bistümer eingerichtet:
- Patriarchalvikariat des Ostens der USA in Lodi (New Jersey)- Metropolit: Mor Kyrilos Aphrem Kerim
- Patriarchalvikariat des Westens der USA in Burbank (Los Angeles)- Metropolit: Mor Clemis Eugene Kaplan
- Patriarchalvikariat von Kanada in Montreal-Quebec - Metropolit: Mor Timotheos Aphram Aboodi
- Patriarchalvikariat von Argentinien in La Plata - Metropolit: Mor Nikolaus Mattay
- Patriarchalvikariat von Brasilien in São Paulo - Patriarchalvikar: Rabban Gabriel Dahho
- Erzdiözese der Malankara-Syrisch-Orthodoxen in den USA und Kanada - Erzbischof Mor Tithos Yeldho (siehe auch unten: Malankara Orthodox-Syrische Kirche).

### Syrisch-katholische Kirchevon Antiochien

#### Bistümer
- Bistum "Our Lady of Deliverance" in Newark (USA)
- Apostolisches Exarchat Venezuela - Bischof: Louis Awad

### Maronitische Kirche

#### Bistümer
- Eparchie „U. L. F. vom Libanon“ von Los Angeles – Bischof: Robert Shaheen
- Eparchie „Hl. Maron“ von Brooklyn mit Jurisdiktion über die Maroniten in New York, New Jersey, Pennsylvania, Florida, Georgia, North Carolina, South Carolina, Delaware, Virginia, District of Columbia, Maine, New Hampshire, Vermont, Massachusetts, Rhode Island, Connecticut und Maryland. Errichtet 1966 als Apostolisches Exarchat, zur Diözese erhoben am 11. November 1971. – Bischof: Gregory John Mansour
- Eparchie „Hl. Maron“ von Montreal (Kanada) - Bischof: Paul-Marwan Tabet
- Eparchie Mexiko, Venezuela und Mittelamerika - Bischof: Georges Abi Younès
- Eparchie Brasilien
- Eparchie Argentinien

### Malankara Orthodox-Syrische Kirche
(autokephales „Katholikat des Ostens“)
- Metropolie von Nordamerika, Sitz: Bellrose, NY
- Metropolie von Kanada und Europa, Sitz: Buffalo, NY

### Syro-malankarische katholische Kirche
Die malankarisch-katholischen Christen in Nordamerika werden betreut von Thomas Naickamparampil, Bischof der Eparchie St. Mary Queen of Peace der Vereinigten Staaten und Kanadas.

### Apostolische Kirche des Ostens
Von den geschätzt 420 000 Angehörigen dieser Kirche leben heute etwa 110 000 in den USA und in Kanada. Der Aufbau einer kirchlichen Organisation begann ab 1948 unter dem im amerikanischen Exil lebenden Katholikos-Patriarchen Shimun XXIII. († 1975), dem damals einzigen Hierarchen seiner Kirche in der westlichen Welt. 

#### Jurisdiktionen und Bistümer
- Heilige Apostolische Katholische Assyrische Kirche des Ostens, Oberhaupt: Katholikos Mar Dinkha IV.
  - Östliche USA, Sitz: Norton Grove, IL.: Bischof  Mar Dinkha IV.
  - Westliche USA, Sitz: Glendale, AZ.: Bischof Mar Aprim Khamis (* 1943).
  - Toronto und ganz Kanada, Sitz: Toronto: Bischof Mar Emmanuel Joseph (* 1958).

- Alte Kirche des Ostens, Oberhaupt: Katholikos Mar Addai II.
  - Chicago, IL.: Bischof Mar Emmanuel Elya (* 1967).
  - Westliche USA, Sitz: Modesto, CA.: Bischof Mar Daniel Yako (* 1967, bis 1987 mit Mar Dinkha IV.)

- „Assyrian Catholic Apostolic Diocese“ (ACAD)
  - Mar Bawai Soro, Bischof, Sitz: San Jose, CA (* 1954, bis 2005 mit Mar Dinkha IV., seit 2008 chaldäisch-katholisch)

### Chaldäisch-Katholische Kirche
- Eparchie „St. Thomas der Apostel“ in Detroit (gegründet 1982), seit 2002 für die östlichen Staaten der USA, ca. 100.000 Gläubige - Bischof: Ibrahim Namo Ibrahim, seit 2014 Frank Kalabat.
- Eparchie „St. Petrus der Apostel“ (St Peter The Apostle Catholic Diocese for Chaldeans and Assyrians) in San Diego (gegründet 2002), für die westlichen Staaten der USA, ca. 40.000 Gläubige - Bischof: Sarhad Jammo

### Malabarisch-katholische Kirche
Die Zahl der katholischen Syro-Malabaren in Nordamerika soll gegenwärtig mehr als 100.000 Gläubige betragen. 
- Eparchie "Hl. Thomas" von Chicago der Syro-Malabaren, gegründet 2001. Kathedrale: Mar Thomas Sleeha Church, Bellwood, Il; zurzeit acht Pfarreien sowie gesonderte Missionen für die Knananiten - Bischof: Mar Jacob Angadiath, zugleich ständiger Apostolischer Visitator für die Syro-Malabaren in Kanada.